# Nōhime
Lady Nō (Japonés: 濃姫, Hepburn: Nōhime), también conocida como Kichō (帰蝶), fue la esposa legal de Oda Nobunaga, un importante daimio durante el período Sengoku de la historia japonesa. Su nombre propio era Kichō, pero como procedía de la provincia de Mino, se la conocía comúnmente como Nōhime ("Dama de Mino"; Nō es la abreviatura de Nōshū (濃州), otro nombre de la provincia de Mino, y hime significa "dama, princesa, mujer de familia noble"). Era conocida por su belleza e inteligencia.
El padre de Nōhime era el daimio Saitō Dōsan y su madre era conocida como Omi no Kata. Lady Nō aparece muy poco en los registros históricos, la información sobre la fecha de su nacimiento o muerte es escasa; sin embargo, las fechas propuestas para su nacimiento caen en 1533-35. Según un vago registro histórico, Lady Nō era estéril, y cuando la concubina de Nobunaga, Kitsuno, dio a luz a Oda Nobutada, el niño fue entregado a Lady Nō, para ser criado como heredero de Nobunaga.

## Matrimonio con Nobunaga
Se dijo que Nō era extremadamente inteligente y asombrosamente hermosa. En su boda, Nobunaga la describió como si tuviera "la mente de un genio y la apariencia de una diosa". Se casó con él en 1549, durante una tregua entre su padre, Nobuhide, y el de ella (Saitō Dōsan).
Se cree que el matrimonio fue un gesto político, con poco amor real entre Nō y Nobunaga. Aunque ella era su esposa oficial, a menudo se cree que él centró su amor en su concubina, Kitsuno.
Por falta de registros histórico no hay mucha información, se puede decir que la vida de Nō, tal y como se conoce ahora, es más bien una mezcla de leyendas, cuentos populares y medias verdades provisionales. La tumba oficial de Nō está en Sōken-in (総見院), un sub-templo de Daitoku-ji en Kioto.

## Especulación
Una teoría postula que Nō actuaba como espía, o incluso como asesina, para su padre; en ese momento no era una práctica poco común que una esposa transmitiera información a su familia. Dada la reputación de Nobunaga como el rebelde "Tonto de Owari" (Owari no Utsuke, 尾張の虚け), tampoco era imposible que Dōsan quisiera que Nō lo asesinara, ya que era experta tanto en la espada como en una selección de artes marciales.
En cuanto a su supuesto papel como espía, hay una historia popular en la que Nobunaga dio a propósito a Nō información falsa con respecto a una conspiración entre dos de los principales sirvientes de su padre y sus planes para traicionarlo. Su padre mandó ejecutar a ambos hombres, y así se debilitó eliminando a los que le eran leales.

### Incendio en Honnō-ji
En 1556, el padre de Nō, fue asesinado en un golpe de Estado por su propio hijo, Yoshitatsu, en la provincia de Mino. Esto restó mucho valor a Nō como esposa. Su incapacidad para concebir y su supuesto espionaje se le imputaron.

### Después del incidente en Honnō-ji
El destino de Nōhime es incierto, pero se dice que murió en las llamas de Honno-ji mientras luchaba con su naginata contra los soldados enemigos. Sin embargo, se dice que logró sobrevivir a la batalla y escapó viva de las llamas.
Después del incidente de Honnō-ji que cobró la vida de Nobunaga y su hijo Nobutada, no se sabía con certeza a dónde fue a parar Nō. Algunos especulan que ella murió en Honnō-ji, sin embargo, después del incidente, las esposas y sirvientas de Nobunaga fueron enviadas al Castillo de Azuchi, que era el castillo de residencia de Nobunaga. Entre las mujeres estaba la Dama Azuchi (安土殿 Azuchi dono), que fue acogida por el segundo hijo de Nobunaga, Nobukatsu. Se cree que esta Dama Azuchi fue Nō disfrazada ya que poco después desapareció del castillo en la noche.

### Otra teoría de supervivencia
Después, se rumoreó a menudo que había intentado reanudar el clan de su padre en Mino. Este rumor también dice que Nō fue herida por un asesino enviado por los Akechi que la había estado siguiendo desde su fuga de Honnō-ji.